# كرة شبكة

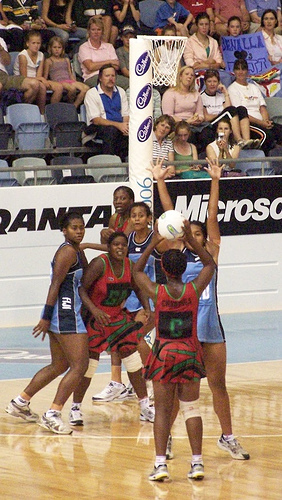
مباراة كرة شبكة

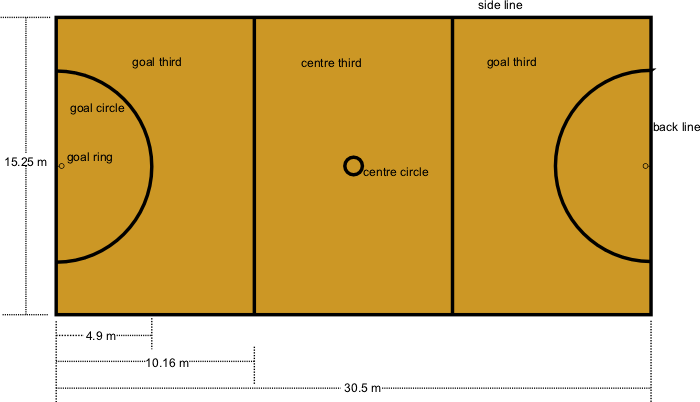
مراكز اللعب

كرة الشبكةهي لعبة رياضية جماعية مشتقة من كرة السلة، وقد كانت تعرف سابقاً باسم «كرة السلة النسائية». هذه الرياضة بارزة كرياضة نسائية (بالنسبة للعب والمشاهدة كذلك) في موطن نشأتها أستراليا، ونيوزيلندا، وهي أيضاً ذات شعبية في جاميكا، وجنوب أفريقيا، وسريلانكا، والمملكة المتحدة، ودول الكومونولث الأخرى.
تتألف اللعبة من فريقين مكونين من سبعة لاعبات. الفرقان الرئيسيان بين كرة السلة وكرة الشبكة هما أنه في كرة الشبكة لا يسمح للاعبات بوثب الكرة، كما أن اللاعبات في كرة الشبكة لا يسمح لهم بالمشي بها. أي أن اللاعبة التي تحصل على الكرة يجب عليها تمريرها أو التصويب.

## التاريخ
ظهرت كرة الشبكة من الإصدارات المبكرة لكرة السلة وتطورت إلى رياضة خاصة بها مع زيادة عدد النساء المشاركات في الألعاب الرياضية. اخترع جيمس نايسميث كرة السلة في عام 1891 في الولايات المتحدة. تم لعب اللعبة في البداية في الداخل بين فريقين من تسعة لاعبين، باستخدام اتحاد كرة القدم الذي تم إلقاؤه في سلال الخوخ المغلقة. انتشرت لعبة نايسميث بسرعة في جميع أنحاء الولايات المتحدة وسرعان ما ظهرت تغييرات في القواعد. التربية البدنية مدرب قامت سيندا برنسن وضعت قواعد معدلة للنساء في عام 1892. أدت هذه في النهاية إلى ظهور كرة السلة للسيدات. في هذا الوقت تقريبًا، تم تطوير قواعد منفصلة بين الكليات للرجال والنساء. تقاربت قواعد كرة السلة المختلفة في مجموعة عالمية في الولايات المتحدة.
قدمت Martina Bergman-Österberg نسخة من كرة السلة في عام 1893 لطالباتها في كلية التدريب البدني فيها مبستيد، لندن. تم تعديل قواعد اللعبة في الكلية على مدار عدة سنوات: انتقلت اللعبة إلى الخارج وتم لعبها على العشب. تم استبدال السلال بحلقات بها شباك؛ وفي عامي 1897 و 1899، تم إدراج قواعد كرة السلة للسيدات في الولايات المتحدة. اكتسبت رياضة أوستربيرغ الجديدة اسم «كرة الشبكة». تم نشر أول قواعد مقننة لكرة الشبكة في عام 1901 من قبل جمعية لينغ، فيما بعدجمعية التربية البدنية في المملكة المتحدة. من إنجلترا، انتشرت كرة الشبكة إلى دول أخرى في الإمبراطورية البريطانية. نشأت الاختلافات في القواعد وحتى الأسماء الخاصة بالرياضة في مناطق مختلفة: وصلت «كرة السلة للسيدات (في الهواء الطلق)» إلى أستراليا حوالي عام 1900 وفي نيوزيلندا منذ عام 1906، بينما كانت «كرة الشبكة» تُلعب في مدارس جامايكا بحلول عام 1909.

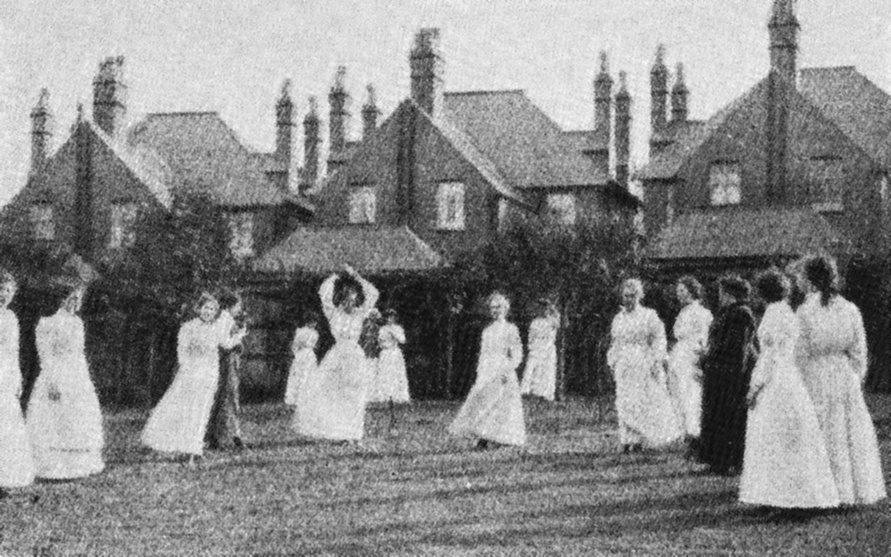
نساء في إنجلترا يلعبن كرة الشبكة على ملعب عشبي ، 1910
تم تسجيل هدف في مباراة كرة الشبكة للسيدات في نيوزيلندا ، حوالي عشرينيات القرن الماضي.

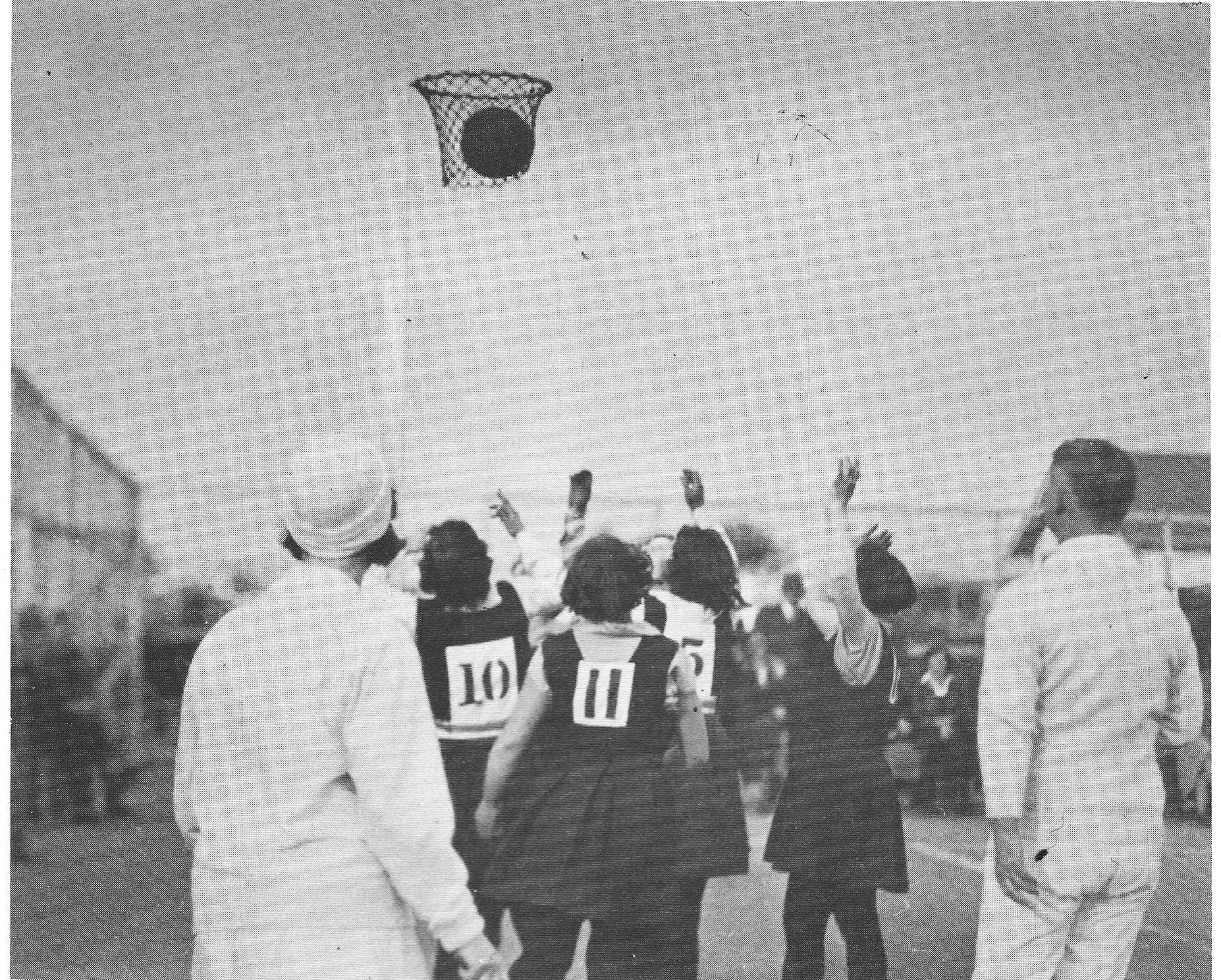
تم تسجيل هدف في مباراة كرة الشبكة للسيدات في نيوزيلندا ، حوالي عشرينيات القرن الماضي.

تم تسجيل هدف في مباراة كرة الشبكة للسيدات في نيوزيلندا، حوالي عشرينيات القرن الماضي.
منذ البداية، كان من المناسب اجتماعيا أن تلعب النساء كرة الشبكة؛ ناشدت حركة كرة الشبكة المقيدة المفاهيم المعاصرة لمشاركة المرأة في الرياضة، وكانت الرياضة متميزة عن الرياضات الذكور المنافسة المحتملة. أصبحت كرة الشبكة رياضة نسائية شهيرة في البلدان التي تم إدخالها فيها وانتشرت بسرعة عبر الأنظمة المدرسية. ظهرت البطولات المدرسية والمسابقات المحلية خلال النصف الأول من القرن العشرين،  وفي عام 1924 تم إنشاء أول هيئة إدارية وطنية في نيوزيلندا. تم إعاقة المنافسة الدولية في البداية بسبب نقص الأموال والقواعد المتغيرة في البلدان المختلفة. استضافت أستراليا نيوزيلندا في أول مباراة دولية لكرة الشبكة فيملبورن في 20 أغسطس 1938 ؛ فازت أستراليا 40-11. بدأت الجهود في عام 1957 لتوحيد قواعد كرة الشبكة عالميًا: بحلول عام 1960 تم توحيد قواعد اللعب الدولية، وتم تشكيل الاتحاد الدولي لكرة الشبكة وكرة السلة النسائية، فيما بعد الاتحاد الدولي لكرة الشبكة (INF)، لإدارة الرياضة في جميع أنحاء العالم.
كان ممثلون من إنجلترا وأستراليا ونيوزيلندا وجنوب إفريقيا وجزر الهند الغربية جزءًا من اجتماع 1960 في سريلانكا الذي وحد قواعد اللعبة. انتشرت اللعبة إلى دول أفريقية أخرى في السبعينيات.  مُنعت جنوب إفريقيا من المنافسة دوليًا من 1969 إلى 1994 بسبب الفصل العنصري.  في الولايات المتحدة، زادت شعبية كرة الشبكة أيضًا خلال السبعينيات، لا سيما في منطقة نيويورك، وتم إنشاء جمعية كرة الشبكة بالولايات المتحدة الأمريكية في عام 1992.  كما أصبحت اللعبة شائعة في المحيط الهادئ الدول الجزرية في جزر كوك وفيجي وساموا خلال السبعينيات.  كرة الشبكة سنغافورة تم إنشاؤه في عام 1962،  و رابطة كرة الشبكة الماليزي تم إنشاؤه في عام 1978.
في أستراليا، تم استخدام مصطلح كرة السلة للسيدات للإشارة إلى كرة الشبكة وكرة السلة.  خلال الخمسينيات والستينيات من القرن الماضي، نشأت حركة لتغيير اسم اللعبة الأسترالي من كرة السلة للسيدات إلى كرة الشبكة لتجنب الخلط بين الرياضتين. في كرة السلة الاتحاد الأسترالي عرضت دفع التكاليف المترتبة على ذلك لتغيير الاسم، ولكن رفضت منظمة كرة الشبكة التغيير.  في عام 1970، قام مجلس اتحاد جميع أستراليا لكرة الشبكة بتغيير الاسم رسميًا إلى «كرة الشبكة» في أستراليا.

في عام 1963، أقيمت أول بطولة دولية في إيستبورن بإنجلترا. كانت تسمى في الأصل بطولة العالم، وأصبحت فيما بعد تُعرف باسم بطولة العالم لكرة الشبكة.  بعد البطولة الأولى، أعلنت إحدى المنظمين الآنسة آر هاريس:
يمكن أن تتعلم إنجلترا من أخطاء الماضي من المدرجات الخالية في إيستبورن. للحصول على الدعاية الصحيحة والوضع المناسب المطلوب، يجب أن تخرج اللعبة من ملعب المدرسة. يجب أن تكون كرة الشبكة جزءًا من مركز رياضي حيث يمكن أيضًا إقامة الأحداث الاجتماعية. 
تقام بطولة العالم لكرة الشبكة كل أربع سنوات منذ ذلك الحين. بدأت بطولة العالم للكرة الشبكية للشباب في كانبيرا عام 1988، وتقام منذ ذلك الحين كل أربع سنوات تقريبًا.في عام 1995، اعترفت اللجنة الأولمبية الدولية بالاتحاد الدولي لجمعيات كرة الشبكة.بعد  ثلاث سنوات، ظهرت كرة الشبكة لأول مرة في ألعاب الكومنولث 1998 في كوالالمبور.  ظهرت المسابقات الدولية الأخرى أيضا في أواخر القرن 20، بما في ذلك كأس الأمم وبطولة آسيا لكرة الشبكة.

## مراكز اللعب
- C - وسط
- WA - هجوم (جناح)
- WD - دفاع (جناح)
- GD - دفاع مرمى
- GK - حراسة مرمى
- GS - تهديف
- GA - هجوم مرمى

## القواعد الأساسية

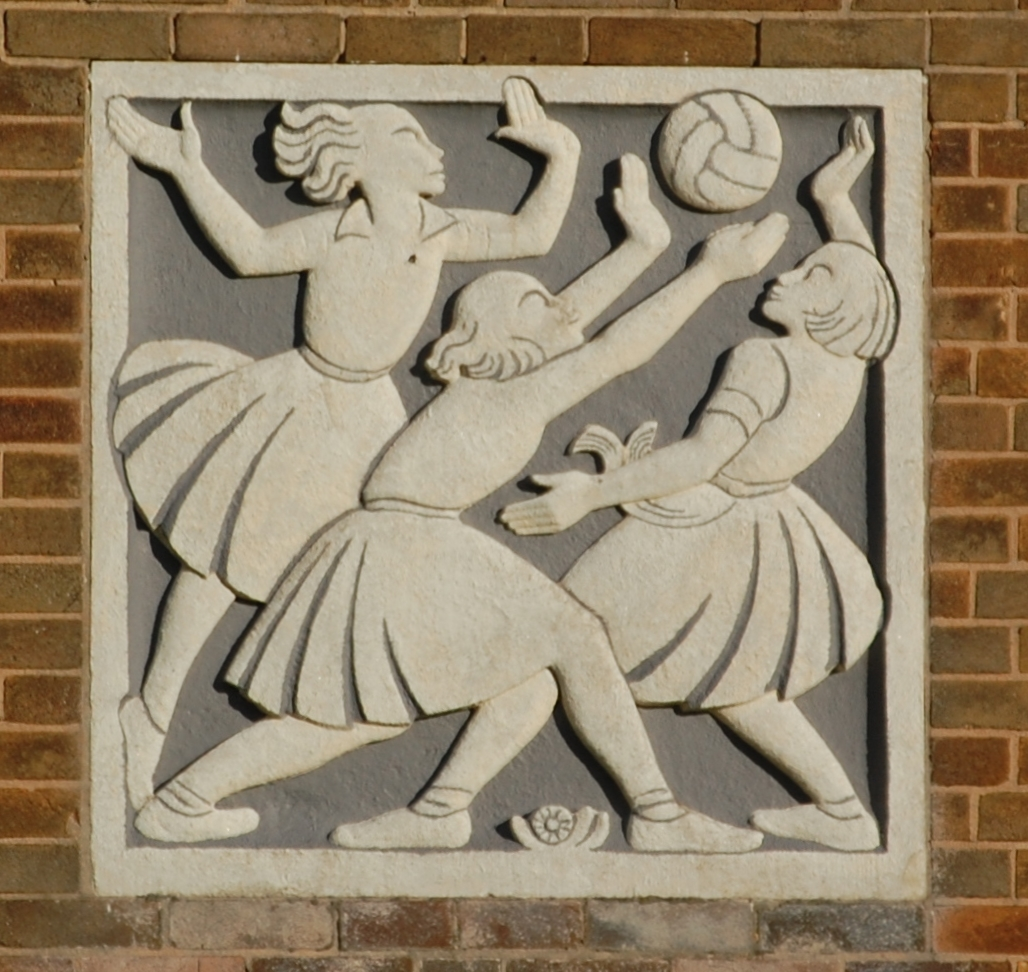

- حينما تصوب لاعبة الكرة ولكنها تفشل دون إحراز هدف أو لمس الكرة للحلق، لا يحق للاعبة لمس الكرة مرة أخرى إلا بعد أن تأخذها لاعبة أخرى أو تثب الكرة وحدها على الأرض.
- يسمح لمسك الكرة لمدة ثلاث ثوانٍ فقط.
- لا يسمح بالمشي بالكرة.
- في حالة الدفاع، يجب على اللاعبات الوقوف على بعد ثلاثة أقدام عن حاملة الكرة.
- لا يسمح بوثب الكرة بنفس اللاعبة ومسكها مرة أخرى (كما يتم في كرة السلة).
- لا يسمح للاعبة بالاحتكاك المباشر مع لاعبة أخرى.
- لا يسمح بخروج اللاعبات عن مراكزهن في الملعب.
- لا يسمح باستخدام العمود في الملعب في التهديف أو في الدفاع.

## المتغيرات

### كرة شبكة داخلية
كرة الشبكة الداخلية هي نوع مختلف من كرة الشبكة، يتم لعبها حصريًا في الداخل، حيث غالبًا ما يكون ملعب اللعب محاطًا من كل جانب ومرتفع بشبكة. تمنع الشبكة الكرة من مغادرة الملعب، مما يسمح باللعب بشكل أسرع عن طريق تقليل فترات التوقف عن اللعب.
توجد أشكال مختلفة من كرة الشبكة الداخلية. في إصدار من سبعة لاعبين يسمى «كرة الشبكة العملية»، يلعب سبعة لاعبين في كل فريق مع قواعد مشابهة لكرة الشبكة. ومع ذلك، يتم تقسيم اللعبة إلى نصفين لمدة 15 دقيقة مع استراحة لمدة ثلاث دقائق بينهما. يتم لعب هذا الإصدار في أستراليا،  نيوزيلندا، جنوب إفريقيا  وإنجلترا.
كما يتم لعب نسخة من ستة لاعبين من هذه الرياضة في نيوزيلندا. يمكن لعب مركزين لكل فريق في الملعب بأكمله باستثناء دوائر الرماية؛ يقتصر كل من اللاعبين المهاجمين والمدافعين المتبقين على نصف الملعب، بما في ذلك دوائر الرماية. يمكن للاعبين المهاجمين ولاعبي الوسط التسديد من خارج دائرة التسديد بهدف من نقطتين.
اللعبة الخماسية شائعة أيضًا في كرة الشبكة الداخلية. يمكن للاعبين التحرك في جميع أنحاء الملعب، باستثناء دوائر الرماية، والتي تقتصر على بعض اللاعبين المهاجمين أو المدافعين.

### سريع 5
Fast5 (يُطلق عليه في الأصل Fastnet) هو تباين في قواعد كرة الشبكة المصممة لجعل الألعاب أسرع وأكثر ملاءمة للتلفزيون. في سلسلة كرة الشبكة العالمية يروج لها لرفع مكانة هذه الرياضة وجذب المزيد من المشاهدين وزيادة الرعاية.  اللعبة أقصر بكثير، حيث يستمر كل ربع منها لمدة ست دقائق فقط ودقيقتين استراحة بين الأرباع.  يمكن للمدربين إعطاء تعليمات من الخط الجانبي أثناء اللعب، ويسمح بالتبديلات غير المحدودة. مثل كرة الشبكة الداخلية سداسية لكل جانب، يمكن للاعبين المهاجمين تسديد نقطتين من خارج دائرة التسديد. يمكن لكل فريق أن يرشح بشكل منفصل ربعًا واحدًا من «لعب القوة»، حيث يستحق كل هدف يسجله هذا الفريق نقطتين، ويتم تمرير التمريرة من قبل الفريق الذي استقبل الهدف.

### للأطفال

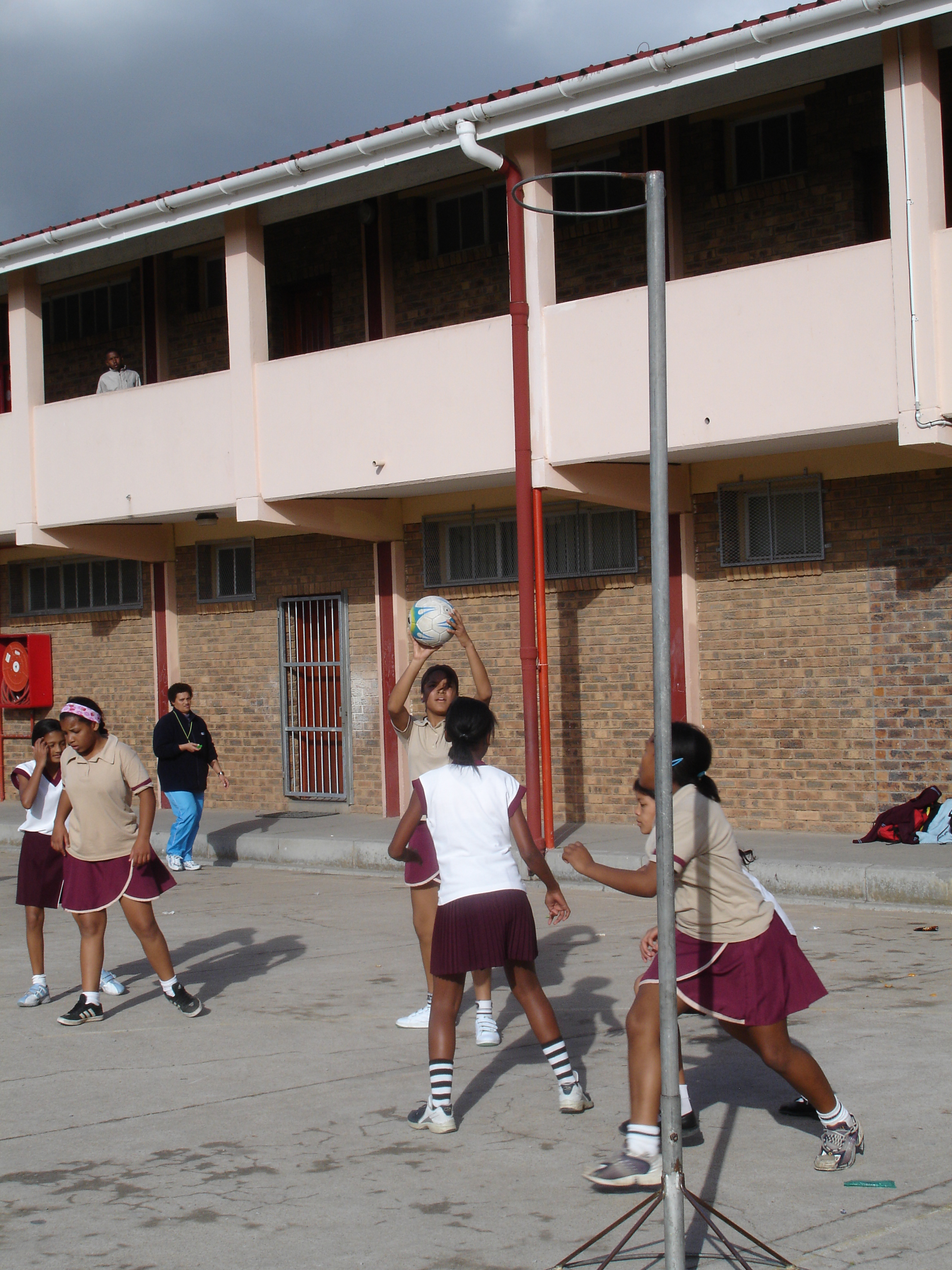
أطفال يلعبون كرة الشبكة في جنوب أفريقيا.

تم تكييف كرة الشبكة بعدة طرق لتلبية احتياجات الأطفال. تتشابه قواعد الأطفال مع تلك الخاصة بالبالغين، ولكن يتم تعديل جوانب مختلفة من اللعبة (مثل طول كل ربع، وارتفاع الهدف، وحجم الكرة).
Fun Net هو نسخة من كرة الشبكة طورتها Netball Australia للأطفال الذين تتراوح أعمارهم بين 5 و 7 سنوات. يهدف إلى تحسين مهارات كرة الشبكة الأساسية باستخدام الألعاب والأنشطة.  يستمر برنامج Fun Net لمدة 8-16 أسبوعًا. لا يوجد رابحون ولا خاسرون. يبلغ ارتفاع دعامات المرمى 2.4 متر (7 أقدام و 10 بوصات)، ويتم استخدام كرة أصغر.
تدير Netball Australia أيضًا لعبة معدلة تسمى Netta تستهدف الأطفال الذين تتراوح أعمارهم بين 8 و 11 عامًا. ارتفاع الهدف وحجم الكرة هما نفسهما بالنسبة للبالغين، لكن اللاعبين يقومون بتدوير المواضع أثناء اللعبة، مما يسمح لكل لاعب بلعب كل مركز. تم إنشاء Netta لتطوير مهارات التمرير والإمساك. تسمح قواعده بست ثوانٍ بين التقاط الكرة وتمريرها، بدلاً من الثواني الثلاث المسموح بها في لعبة الكبار. يلعب معظم اللاعبين تحت سن 11 عامًا هذه النسخة في أندية كرة الشبكة.
يتم الترويج لنسخة تسمى High Five Netball من قبل جمعية All England Netball Association .  وهي تستهدف الفتيات من سن 9 إلى 11 عامًا وتتضمن خمسة وظائف فقط. يتبادل اللاعبون مراكزهم أثناء المباراة. عندما لا تكون اللاعب في الملعب، فمن المتوقع أن تساعد اللعبة بطريقة أخرى، مثل كونها ضابطة الوقت أو مسجلة النتائج. تمتلك لعبة High Five Netball أربعة أرباع مدة كل منها ست دقائق.

## الحكم
الهيئة الإدارية الدولية المعترف بها لكرة الشبكة هي الاتحاد الدولي لجمعيات كرة الشبكة (IFNA)، ومقرها مانشستر، إنجلترا. تأسست في عام 1960، كانت تسمى في البداية الاتحاد الدولي لكرة الشبكة وكرة السلة النسائية. IFNA مسؤول عن تجميع التصنيفات العالمية للفرق الوطنية، والحفاظ على قواعد كرة الشبكة وتنظيم العديد من المسابقات الدولية الكبرى.
اعتبارًا من يوليو 2019، تضم IFNA 53 عضوًا كاملاً و 19 عضوًا وطنيًا منتسبًا في خمس مناطق.  كل منطقة لها اتحاد إقليمي IFNA.
| منطقة IFNA | الاتحاد الإقليمي                    |
| ---------- | ----------------------------------- |
| أفريقيا    | اتحاد جمعيات كرة الشبكة الأفريقية   |
| الأمريكتان | اتحاد الأمريكتين لجمعيات كرة الشبكة |
| آسيا       | كرة الشبكة الآسيوية                 |
| أوروبا     | كرة الشبكة الأوربية                 |
| أوقيانوسيا | اتحاد كرة الشبكة أوقيانوسيا         |

المسابقات الدولية

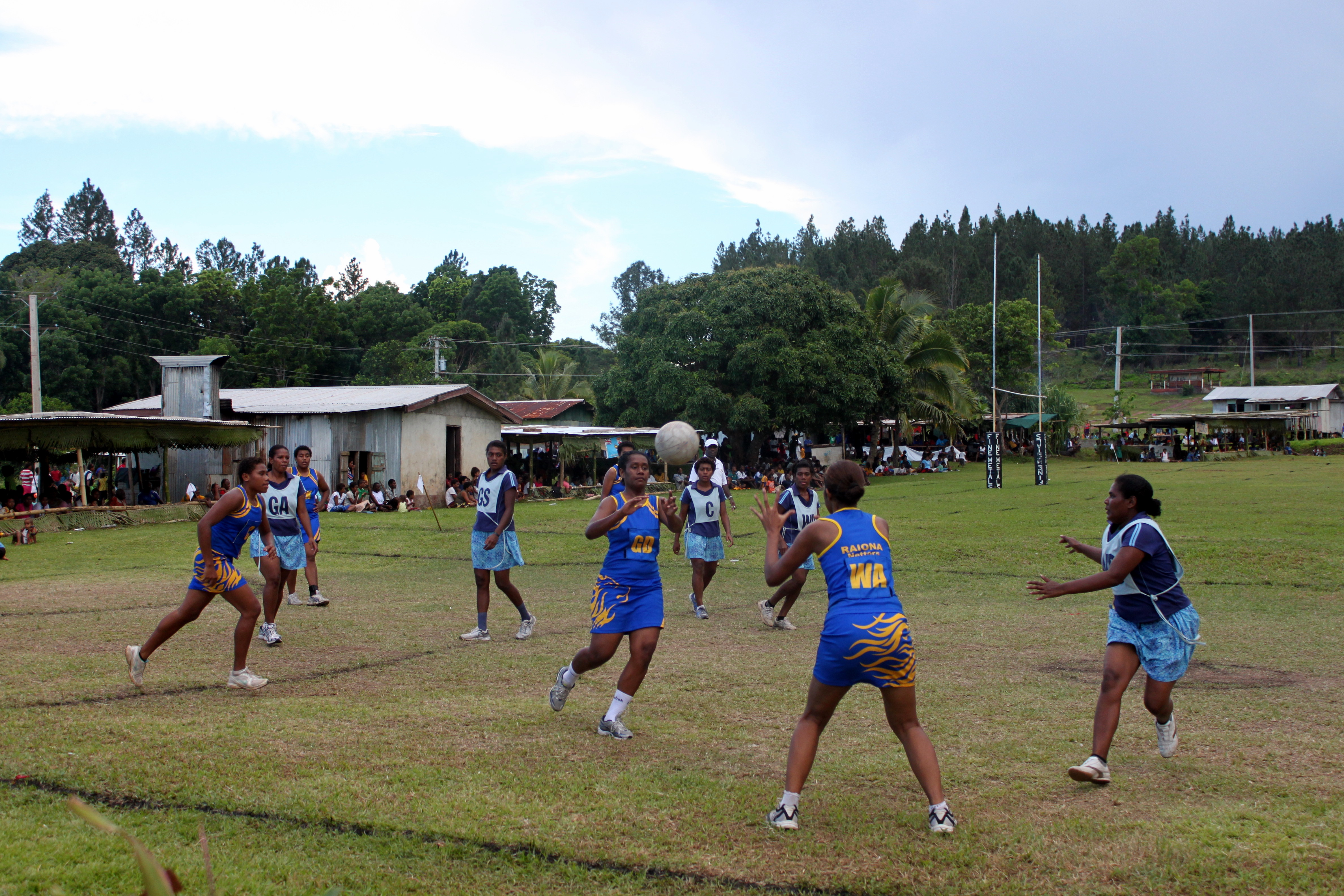
يتم التمرير خلال مباراة كرة الشبكة للسيدات في فيجي.

توجد خمسة منتخبات دولية لهذه الرياضة هي: أستراليا، وإنجلترا، وجنوب أفريقيا، ونيوزيلندا، وجاميكا. توجد بطولة دولية تدعى بطولة العالم لكرة الشبكة، أقيمت 11 مرة منذ عام 1963. حصل المنتخب الأسترالي على المركز الأول في ثمانية منها. كما وستجرى في عام 2007 في فيجي وعام 2011. كما تجرى هذه الرياضة في دورة ألعاب الكومونولث منذ عام 1998. بالإضافة إلى ذلك توجد دوريات محلية لهذه الرياضة في نيوزيلندا، وأستراليا، وإنجلترا. منذ أوائل القرن العشرين. لم تظهر بطولات كرة الشبكة القائمة على الامتياز حتى أوآخر التسعينيات. سعت هذه المسابقات إلى زيادة مكانة الرياضة في بلدانهم. على الرغم من الاهتمام المحلي واسع النطاق، كانت المشاركة إلى حد كبير من الهواة.
تم إدراج Netball لأول مرة في ألعاب الكومنولث عام 1998 وأصبح لاعبا أساسيا منذ ذلك الحين؛ إنها حاليًا إحدى الرياضات «الأساسية» التي يجب التنافس عليها في كل إصدار من الألعاب.
ويتم تنظيم بطولة دولية كبرى في أفريقيا من قبل اتحاد كرة الشبكة الأفريقية، التي تدعو فريقا من بوتسوانا، ناميبيا، زامبيا، مالاوي، جنوب أفريقيا وليسوتو وسوازيلاند وزيمبابوي وجزر سيشل للمشاركة.  البطولة تستضيفها دولة داخل المنطقة. تتنافس الفرق الأكبر والأقل من 21 عامًا. كانت البطولة بمثابة مؤهل لبطولة العالم. أطلقت جنوب إفريقيا مسابقة محلية جديدة في عام 2011 تسمى Netball Grand Series. تضم ثمانية فرق إقليمية من جنوب إفريقيا وتهدف إلى زيادة وقت اللعب للاعبين. يعمل لمدة 17 أسبوعًا ويحل محل الدوري الوطني لكرة الشبكة، والذي تم لعبه على مدار أسبوعين فقط. وفقًا لقائد فريق Proteas Elsje Jordaan ، كان من المأمل أن تخلق المنافسة فرصة للاعبين ليصبحوا محترفين.

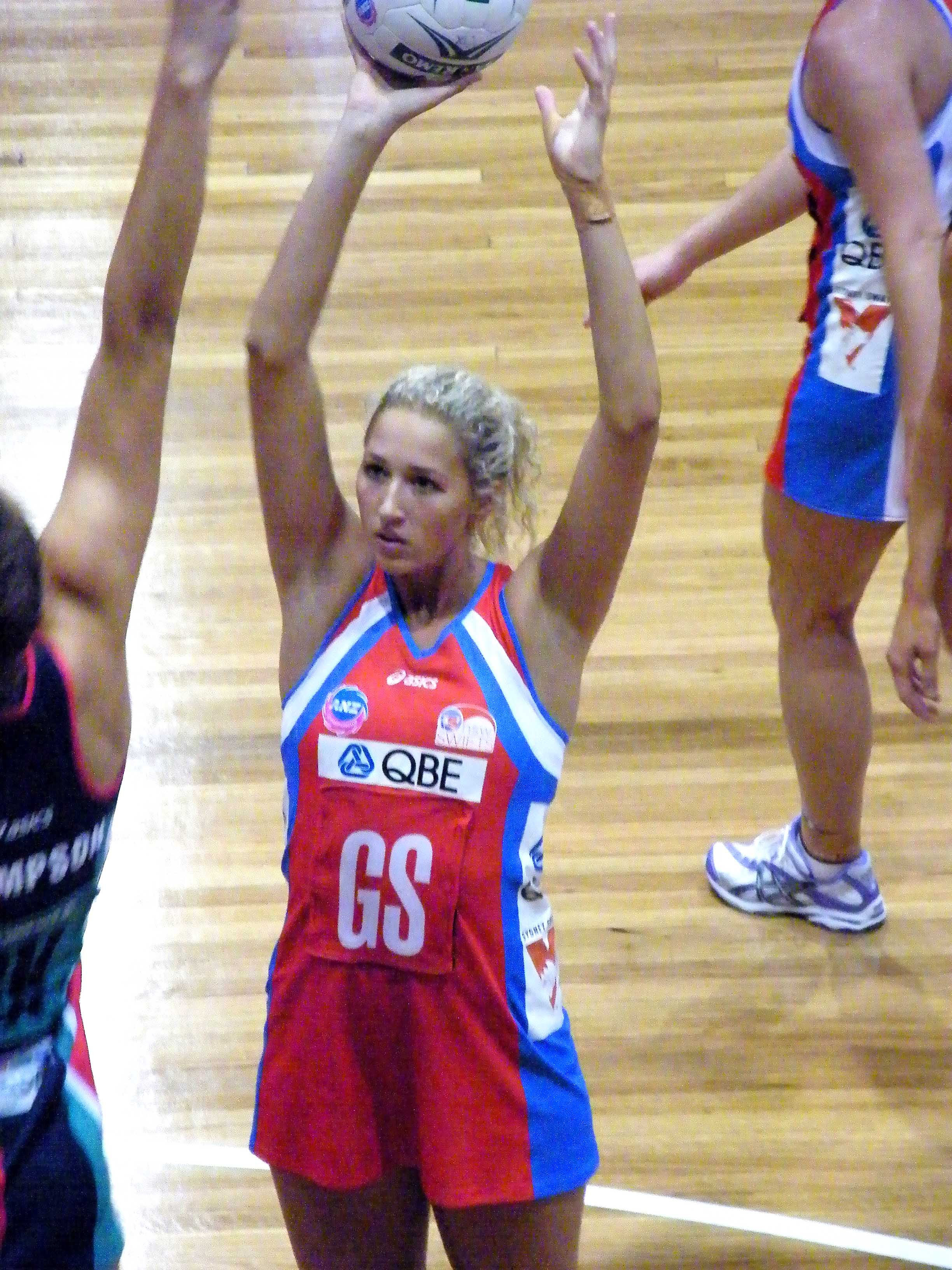
إيرين بيل من نيو ساوث ويلز سويفت (باللون الأحمر) تستعد للتسديد بهدف في مرمى فريق ملبورن فيكسنز

يستضيف الاتحاد الأمريكي لجمعيات كرة الشبكة (AFNA) بطولتين كل عام: بطولة اتحاد كرة الشبكة الكاريبي (CNA) تحت 16 بطولة وبطولة AFNA للكبار. تضم بطولة CNA فرقتين من فرق من جزر الكاريبي. في عام 2010 تنافست خمسة فرق في جولتين من مباريات الدور ربع النهائي في قسم البطولة، بينما تنافست أربعة فرق في قسم التطوير. قررت جامايكا، التي خسرت مرة واحدة فقط في البطولة،  عدم المشاركة في بطولة 2011. تشمل بطولة AFNA للكبار كندا والولايات المتحدة إلى جانب جزر الكاريبي. البطولة بمثابة مؤهل لبطولة العالم.جامايكا، بترتيبها العالي، ليس عليها التأهل؛ هذا يترك مكانين للفرق الأخرى في البطولة.
في بطولة آسيا لكرة الشبكة يقام كل أربع سنوات. أقيمت الألعاب الآسيوية السابعة في عام 2009 وضمت سنغافورة وتايلاند وجزر المالديف وتايوان وماليزيا وسريلانكا وهونغ كونغ والهند وباكستان.  هناك أيضًا بطولة آسيوية للشباب في كرة الشبكة للفتيات تحت سن 21 عامًا، أقيمت السابعة منها في عام 2010.
المنافسة الرئيسية في كرة الشبكة في أوروبا هي Netball Superleague ، والتي تضم تسعة فرق من إنجلترا وويلز واسكتلندا. تم إنشاء الدوري في عام 2005. تم بث المباريات على قناة سكاي سبورتس.
ظهرت كرة الشبكة في ألعاب المحيط الهادئ، وهو حدث متعدد الرياضات بمشاركة 22 دولة من جميع أنحاء جنوب المحيط الهادئ. يقام الحدث كل أربع سنوات وفيه 12 رياضة مطلوبة؛ يختار البلد المضيف الأربعة الآخرين. كرة الشبكة ليست رياضة مطلوبة وقد فاتها الاختيار، خاصة عندما تستضيف الأقاليم الفرنسية أو الأمريكية السابقة الألعاب.
في بطولة ANZ كان عبر تاسمان المنافسة التي عقدت بين عامي 2008 و 2016 التي تم بثها على شاشات التلفزيون في كل من نيوزيلندا وأستراليا. تم التنافس عليها بين عشرة فرق من أستراليا ونيوزيلندا. بدأ في أبريل 2008، خلف كأس الكومنولث بنك الأسترالي وكأس البنك الوطني النيوزيلندي باعتباره دوري كرة الشبكة البارز في تلك البلدان. أقيمت المسابقة سنويًا بين أبريل ويوليو، وتضمنت 69 مباراة لعبت على مدار 17 أسبوعًا. شهدت بطولة ANZ أن كرة الشبكة أصبحت رياضة شبه احترافية في كلا البلدين، مع زيادة التغطية الإعلامية ورواتب اللاعبين. تم استبدال المسابقة ببطولات دوري جديدة في عام 2017، وهي Suncorp Super Netball(أستراليا) و ANZ Premiership (نيوزيلندا).

## البطولات الكبرى
هناك أربع مسابقات دولية كبرى في كرة الشبكة؛ في كأس العالم لكرة الشبكة، كرة الشبكة في دورة ألعاب الكومنولث، سلسلة كرة الشبكة الرباعية
تعد بطولة العالم للكرة الشبكية (المعروفة أيضًا باسم كأس العالم لكرة الشبكة) من أهم منافسات كرة الشبكة، وتقام كل أربع سنوات. أقيم لأول مرة في عام 1963 في كلية تشيلسي للتربية البدنية في إيستبورن بإنجلترا، حيث تنافست إحدى عشرة دولة. منذ بدايتها، سيطر الفريقان الأسترالي والنيوزيلندي على المسابقة بشكل أساسي، اللذان يحملان عشرة وأربعة ألقاب على التوالي. ترينيداد وتوباغو هو الفريق الآخر الوحيد الذي فاز بلقب البطولة. هذا اللقب، الذي فاز به عام 1979، تم تقاسمه مع نيوزيلندا وأستراليا؛ انتهت جميع الفرق الثلاثة بنقاط متساوية في نهاية جولة روبن، ولم تكن هناك نهائيات.
سلسلة Fast5 هي منافسة بين أفضل ستة فرق وطنية لكرة الشبكة، وفقًا لتصنيفات INF العالمية. يتم تنظيمه من قبل INF بالاشتراك مع الهيئات الحاكمة الوطنية للدول الست المتنافسة، UK Sport ، والمجلس المحلي للمدينة المضيفة. يغطي اتحاد كرة الشبكة لعموم إنجلترا تكاليف السفر الجوي والإقامة والطعام والسفر المحلي لجميع الفرق، بينما تغطي هيئات إدارة كرة الشبكة المعنية بدلات اللاعبين. تقام على مدار ثلاثة أيام، حيث يلعب كل فريق مع بعضهم البعض مرة واحدة خلال اليومين الأولين بتنسيق round robin .تتأهل الفرق الأربعة صاحبة أعلى الدرجات إلى الدور نصف النهائي؛ الفائزون يواجهون بعضهم البعض في النهائي الكبير. تتميز المسابقة بقواعد فاست نت المعدلة وتم تشبيهها بسباعيات لعبة كريكت توينتي 20 ‏ للكريكيت والرجبي. تم تصميم شكل جديد يتميز بمطابقات أقصر مع قواعد معدلة لجعل اللعبة أكثر جاذبية للمشاهدين وجماهير التلفزيون.  عُقدت سلسلة كرة الشبكة العالمية سنويًا في إنجلترا من 2009 إلى 2011.
اكتسبت Netball اعترافًا أولمبيًا في عام 1995 بعد 20 عامًا من الضغط.على الرغم من أنه لم يتم لعبها مطلقًا في الألعاب الأولمبية الصيفية، إلا أن السياسيين والإداريين قاموا بحملات لإدراجها في المستقبل القريب. اعتبر مجتمع كرة الشبكة غيابها عن الألعاب الأولمبية بمثابة عائق في النمو العالمي للعبة من خلال تقييد الوصول إلى اهتمام وسائل الإعلام ومصادر التمويل. أصبحت بعض مصادر التمويل متاحة مع الاعتراف بها في عام 1995،  بما في ذلك اللجنة الأولمبية الدولية، واللجان الأولمبية الوطنية، والمنظمات الرياضية الوطنية، وحكومات الولايات والحكومات الفيدرالية.

## إصابات

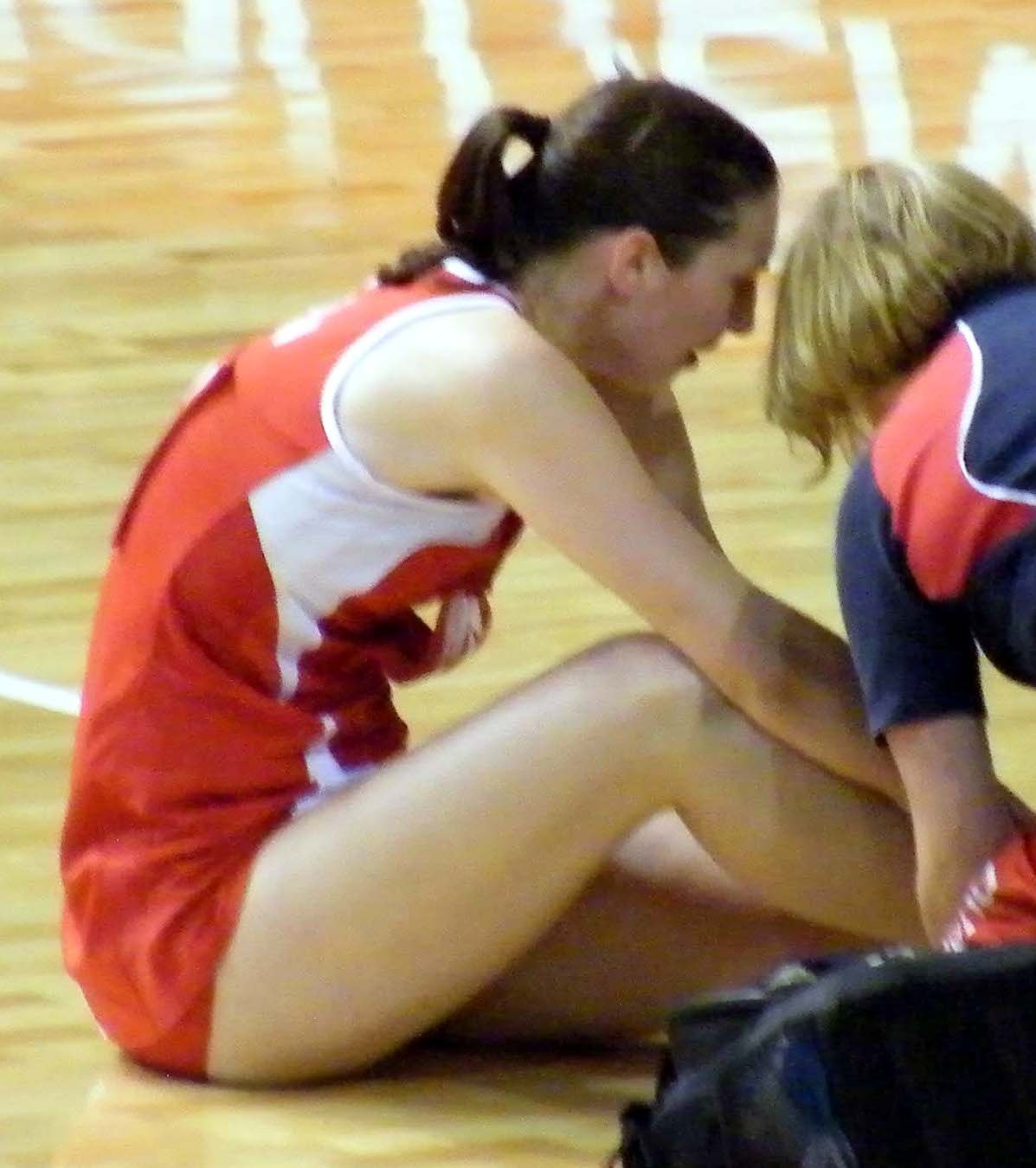
راشيل دن من إنجلترا مع إصابة في الكاحل ، أديلايد ، أكتوبر 2008

وجدت إحدى الدراسات أن أكثر من 14 أسبوعًا من اللعب يصاب حوالي 5٪ من الأشخاص بالإصابة. ومعظم الإصابات شيوعا هو من الكاحل (عادة الجانبي الرباط سلالة الكاحل وأقل في كثير من الأحيان إلى كسر في الكاحل). كانت إصابات الركبة أقل شيوعًا وتشمل إصابات الرباط الصليبي الأمامي (ACL) . يُعتقد أن السبب الرئيسي لهذه الإصابات يرجع إلى الهبوط غير الصحيح. وجدت إحدى الدراسات أن الإحماء ليس عامل خطر. ارتبطت فرط الحركة (وجود نطاق حركة يتجاوز الحدود الطبيعية) بالإصابات في دراسة واحدة صغيرة. اللاعبون ذوو الدرجة الأعلى، في كل من المنافسات الكبيرة والصغيرة، أكثر عرضة للإصابة من لاعبي الدرجة الأدنى، وذلك بسبب الكثافة العالية والوتيرة السريعة للعبة.
في أكتوبر 2005، مزقت القائدة الأسترالية ليز إليس، دوري أبطال آسيا في مباراة ضد نيوزيلندا. استبعدتها هذه الإصابة من فرصة اللعب في مباريات ملبورن كومنولث2006 . في أكتوبر 2014، أصيبت كيسي كوبوا بتمزق في وتر الرضفة في ركبتها اليسرى، مما أدى إلى فقدانها لما يصل إلى ستة أشهر من كرة الشبكة.

## وصلات خارجية
- موقع IFNA (الاتحاد الدولي لكرة الشبكة)